# イワオ・タカモト
イワオ・タカモト（Iwao Takamoto、1925年4月29日 - 2007年1月8日）は、日系アメリカ人2世のアニメーター。本名：高本厳夫。

## 生涯
カリフォルニア州ロサンゼルス出身。父は広島県からの移民で13歳の時、日本に来たことがある。第二次世界大戦時には日系人収容所のマンザナール強制収容所で収監されたが、そこで仲間からイラストの技術を学んだという。高校時代に映画芸術への道を歩こうと決意して19歳の春、ウォルト・ディズニー社に入る。
戦後もディズニーのアニメ製作に携わり、『ミッキーマウス』『ドナルド・ダック』の仕事を与えられる。その後は漫画の登場人物たちをデザインする有能なデザイナーとして活躍し、12年間ディズニーで働いたあと、政治的かつ現実的な理由で1961年にハンナ・バーベラ・プロダクションに移籍する（当時、アメリカでアニメーションを制作していた大規模なプロダクションは、ディズニーとハンナ・バーベラの2社であった）。『スクービー・ドゥー』（当時の邦題：弱虫クルッパー）シリーズのキャラクターデザインで名を馳せた。その後もトップクラスのクリエイティブ監督として、またアメリカにおけるアニメーターの第一人者として活躍した。2007年1月、心不全によって81歳で死去。